# أليسون دوغال
أليسون دوغال (بالإنجليزية: Alison Dougall)‏، (مواليد 27 مايو 1964) أستاذة مشاركة ومديرة برنامج الدكتوراه في طب الأسنان للرعاية الخاصة في كلية ترينيتي في دبلن، ورئيسة قسم الصحة العامة للأطفال وطب الأسنان في كلية ترينيتي في دبلن ومستشارة للمرضى المعقدين طبيًا. نصبت دوغال كرئيسة للرابطة الدولية للإعاقة وصحة الفم (IADH) في اجتماع جمعيتها العامة في 3 أكتوبر 2020.